# Mesosemia methion
Mesosemia methion is een vlindersoort uit de familie van de prachtvlinders (Riodinidae), onderfamilie Riodininae.
Mesosemia methion werd in 1860 beschreven door Hewitson.